# Deep Water Soloing
Il Deep Water Soloing (DWS), anche conosciuto come psicobloc, è una forma di arrampicata libera solitaria senza assicurazione che si pratica sulle scogliere, dove l'unica protezione è data dalla presenza dell'acqua alla base della parete. Come per il free solo l'attrezzatura è ridotta al minimo indispensabile, scarpette da arrampicata e magnesite.

## Salite famose

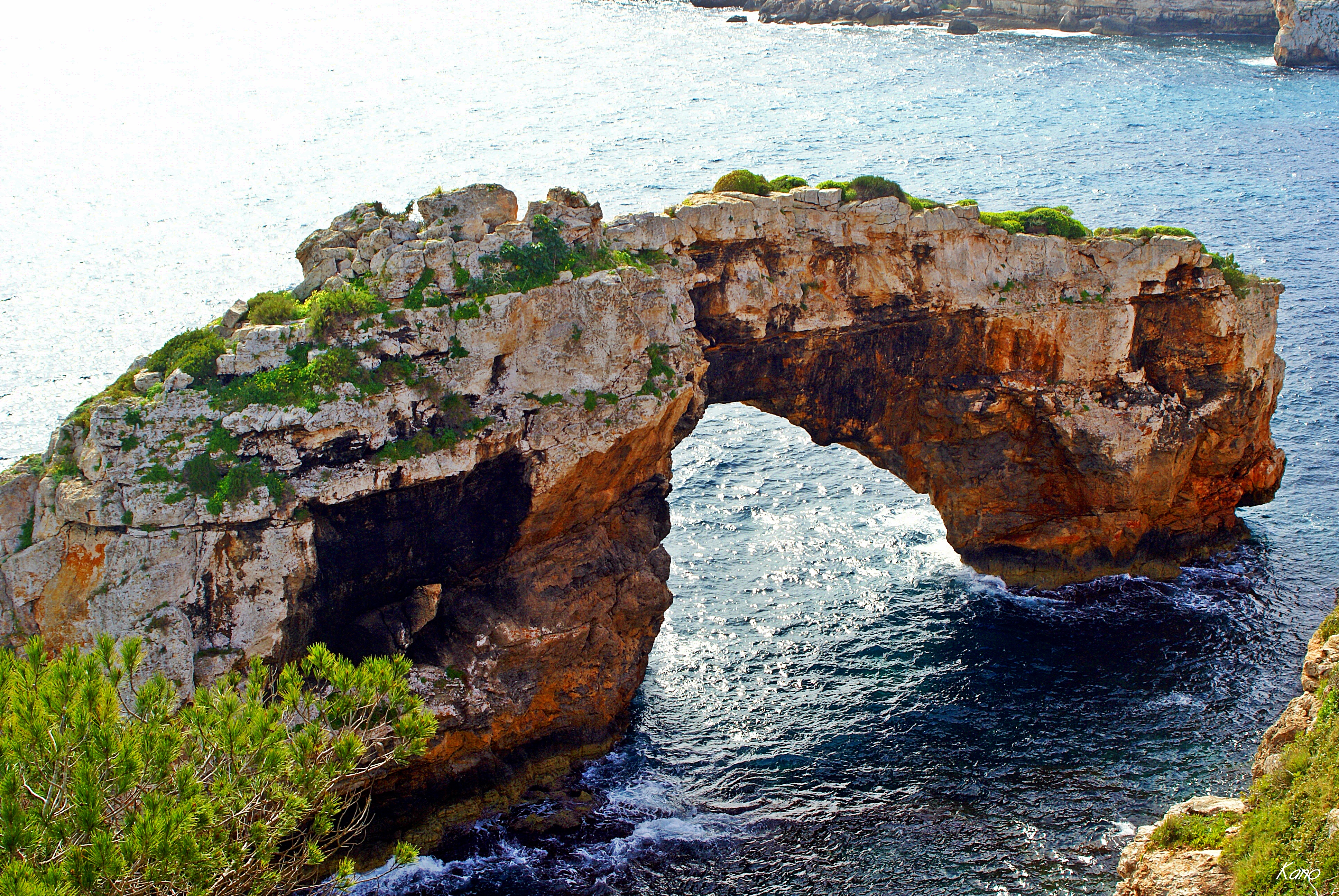
L'arco naturale di Es Pontas vicino a Maiorca salito da Chris Sharma nel 2006.

- Il 28 settembre 2006 Chris Sharma ha salito in deep water soloing a Maiorca Es Pontas. La via ha un lancio di 2 metri e Sharma ha impiegato un centinaio di tentativi. Ha proposto il grado di 9b.[1]